# Provincia di Long An
Long An (vietnamita: Long An) è una provincia del Vietnam, della regione del Delta del Mekong. Occupa una superficie di 4.493,8 km² e ha una popolazione di 1.438.800 abitanti. 
La capitale provinciale è Tân An. 

## Distretti
Amministrativamente, di questa provincia fanno parte una città (Tân An) e i distretti:
- Bến Lức
- Cần Đước
- Cần Giuộc
- Châu Thành
- Đức Hòa
- Đức Huệ
- Mộc Hóa
- Tân Hưng
- Tân Thạnh
- Tân Trụ
- Thạnh Hóa
- Thủ Thừa
- TX Tân An
- Vĩnh Hưng